# Sauveur Ducazeaux
Sauveur Ducazeaux (Biarritz, 8 dicembre 1911 – Colmar, 23 giugno 1987) è stato un ciclista su strada e dirigente sportivo francese.
Professionista dal 1931 al 1944, ottenne il suo successo più prestigioso nel 1936 quando vinse la quindicesima tappa del Tour de France.

## Carriera
Passato professionista nel 1931 vinse subito una corsa, una tappa del Circuito di Berna, mentre nel 1933 vinse la Parigi-Chauny.
Nel 1935 partecipò alla Vuelta al País Vasco, dove fu terzo nella terza tappa, mentre vinse nella frazione successiva. Nel 1936 partecipò al suo primo Tour de France, dove vinse la quindicesima tappa e arrivò secondo nella diciannovesima. Fu inoltre settimo nel Criterium National. Partecipò al Tour anche l'anno successivo dove fu terzo nella ventesima tappa. Ottenne inoltre un quindicesimo posto nella Parigi-Tours.
Nel 1938 ottenne un secondo posto nella Parigi-Caen, un terzo posto al Criterium National e un quarto nei Campionati francesi in linea. Partecipò inoltre al Giro d'Italia dove arrivò secondo nella tappa con arrivo a Varese, battuto in uno sprint a due da Cesare Del Cancia.
A causa della seconda guerra mondiale, le attività ciclistiche rimasero pressoché ferme nel biennio 1939-1940. Il ciclista basco riprese le attività nel 1941 ottenendo il secondo posto nella Parigi-Alençon, un sesto posto nel Criterium National e un quinto nel Giro di Parigi.

## Palmarès
- 1931 (individuale, una vittoria)

1ª tappa Circuito di Berna
- 1933 (individuale, una vittoria)

Parigi-Chauny
- 1935 (Alcyon, una vittoria)

4ª tappa Vuelta al País Vasco (Bayonne > San Sebastián)
- 1936 (Alcyon, una vittoria)

15ª tappa Tour de France (Perpignano > Luchon)

## Piazzamenti

### Grandi Giri
- Tour de France

1936: 37º
1937: 19º
1938: fuori tempo massimo (8ª tappa)
- Giro d'Italia

1938: 39º